# Schweizer Aircraft Corporation
La Schweizer Aircraft Corporation était un constructeur aéronautique américain produisant des planeurs, des aéronefs de travail agricole et des hélicoptères, situé à Horseheads, dans l'État de New York. Il fut incorporé en 1939 par les trois frères Schweizer — Paul, William et Ernest —, qui produisirent leur premier planeur, le Schweizer SGP 1-1 (en), en 1930.
Précédemment la plus vieille compagnie aéronautique privée des États-Unis, Schweizer fut acquise par la Sikorsky Aircraft Corporation de Stratford, dans le Connecticut, en 2004, et devint une compagnie aéronautique diversifiée. Elle cessa ses activités en 2012, puis fut revendue à Schweizer R.S.G en 2018, pour finalement rouvrir ses lignes de production à Fort Worth, au Texas. La compagnie produit actuellement (2021) trois modèles d'hélicoptères.

## Histoire

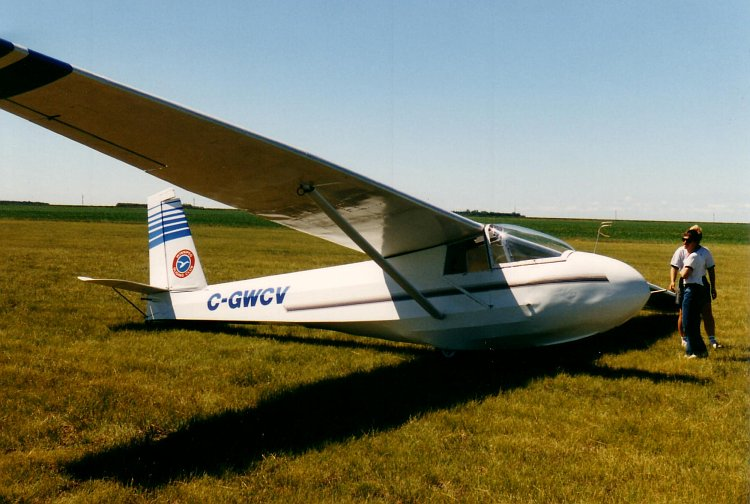
Un planeur d'entraînement Schweizer SGS 2-33A.

La compagnie émergea du Mercury Glider Club, qui produisit les deux premiers planeurs Schweizer dans la grange des frères Schweizer. La compagnie s'appela initialement la Schweizer Metal Aircraft Company. L'avocat Bob McDowell indiqua aux trois frères qu'ils devraient déplacer leur activité de construction à l'extérieur de la grange de leur père et s'installer dans la zone d'Elmira, dans l'État de New-York (la capitale du vol à voile depuis le National Soaring Contest Elmira de 1930). Cette suggestion fut reçue positivement par les frères Schweizer, qui devaient disposer d'un espace plus grand pour produire des appareils en série, mais ils ne disposaient toutefois pas des fonds nécessaires pour réaliser ce déménagement.
McDowell parvint à convaincre Elmira Industries, Inc., la corporation de développement locale, de donner aux frères Schweizer un peu d'espace au deuxième étage de l'Elmira Knitting Mill Building en échange d'actions dans la compagnie. Cela mena au renommage de la Schweizer Metal Aircraft Company en Schweizer Aircraft Corporation, avec une vente d'actions à Elmira Industries, à des hommes d'affaires locaux et à des pilotes de planeur. La société s'installe à Elmira en 1939. Leur premier client est Eliot Noyes pour un SGU 1-7 (en).

## Activités et réalisations de l'entreprise

### Hélicoptères

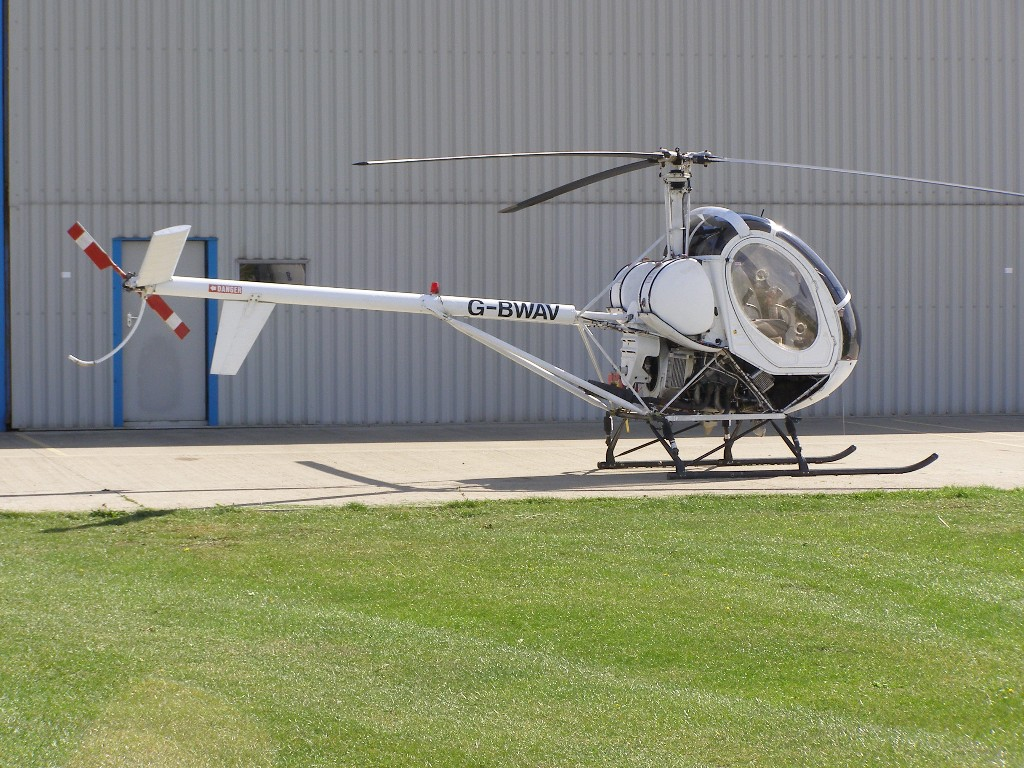
Un hélicoptère Schweizer S269C.

Schweizer produisait principalement des hélicoptères légers à moteurs à pistons, utilisés dans des rôles utilitaires et d'entraînement. Le Schweizer 300CBi (en), à l'origine conçu et produit par Hughes Helicopters sous la désignation de Hughes 269 pour la United States Army, est l'un des hélicoptères d'entraînement les plus utilisés dans le monde. En 1986, Schweizer acquit tous les droits de McDonnell Douglas pour l'hélicoptère, qui avait racheté Hughes Helicopters en 1984. Après l'acquisition du certificat de type (Type Certificate) de la FAA par Schweizer, l'appareil fut connu pendant une courte période sous l'appellation de « Schweizer-Hughes 300C », puis simplement « Schweizer 300C »
La conception de base de l'appareil demeura inchangée pendant des années. Entre Hughes et Schweizer, près de 3 000 exemplaires du modèle 269/300 furent produits et utilisés au cours des cinquante dernières années. Après son rachat par Sikorsky, en août 2004,, Schweizer continua à améliorer le modèle 300 en lui ajoutant un turbomoteur et en redessinant sa cellule, menant à la création du Sikorsky S330, puis du Sikorsky S333. Une version améliorée de la série, le Sikorsky S-434 (en), fut commercialisé en 2008.
Les hélicoptères produits et commercialisés par la compagnie en février 2009 étaient les 300C, 300CBi et 333. Entre 2011 et 2012, la Sikorsky Aircraft Corporation licencia tous les employés et ferma l'usine. Après la vente de la compagnie, la production d'hélicoptères fut relancée à Fort Worth, au Texas, en 2018.

### Planeurs

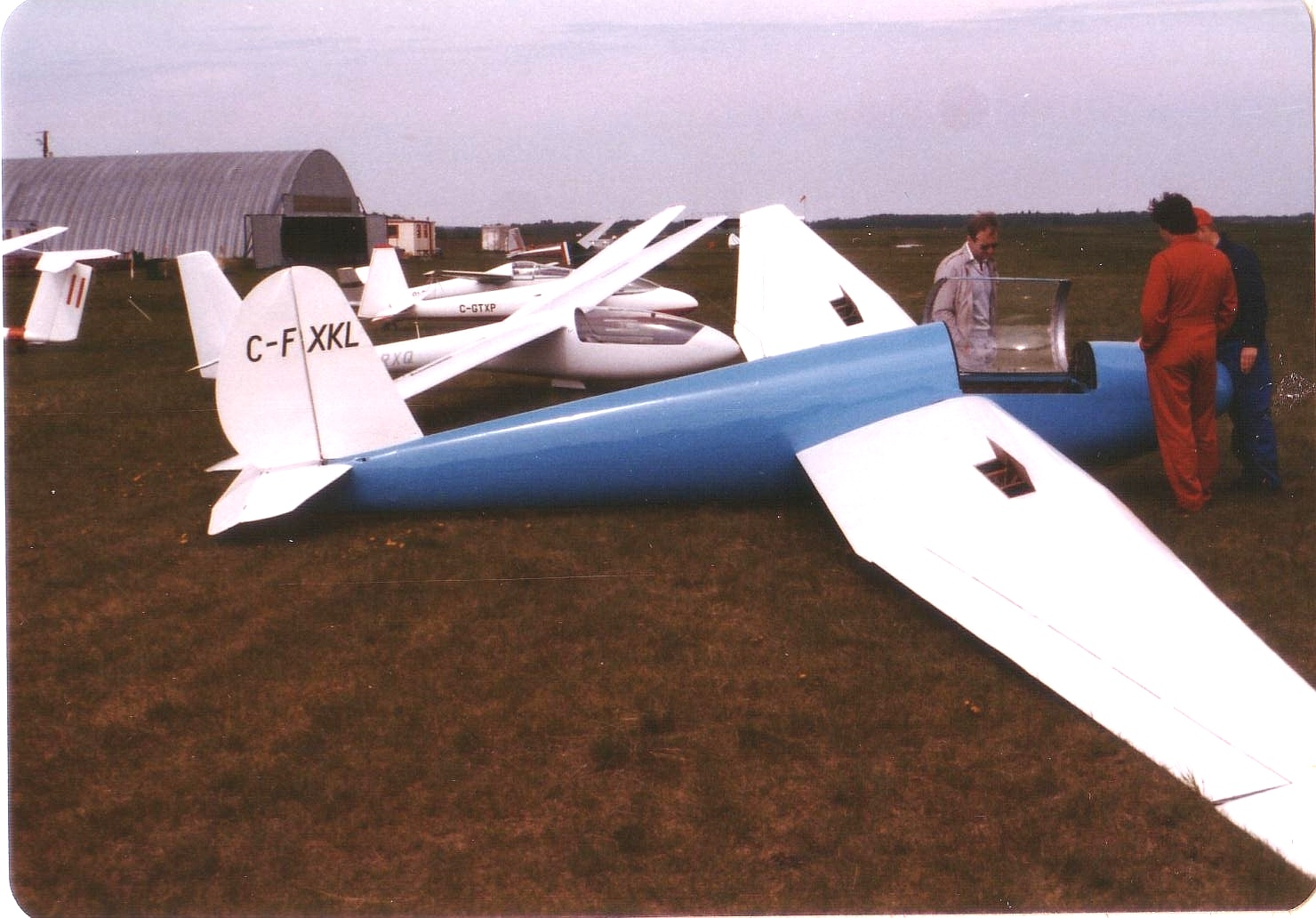
Un planeur SGS 1-23D. Ce modèle vola pour la première fois en 1948.

La société Schweizer est connue pour sa ligne populaire de planeurs dont le premier modèle, le SGP 1-1 (en), fut produit en 1930. Même si très peu d'exemplaires des premiers planeurs furent produits, les modèles suivants gagnèrent de la popularité, tels les SGS 2-8 et SGS 2-12, qui furent adoptés par la United States Army pour l'entraînement sous les désignations respectives de TG-2 et TG-3.
Le Schweizer SGS 1-23 (en), un planeur de classe mondiale, remporta de nombreuses compétitions et cassa de nombreux records entre son premier vol en 1948 et la fin de la production, en 1967.
Au cours des années 1950 et 1960, la société conçu et produisit les très célèbres SGS 1-26 (en) et SGS 2-33. Dans les années 1970, le planeur monoplace SGS 1-34 (en) — et sa version 1-34R à train d'atterrissage rétractable — furent commercialisés. Ils étaient des planeurs faciles à piloter, de construction simple et plutôt robuste, pardonnant assez bien les petites erreurs. Plus tard, pendant les années 1970 et 1980, furent commercialisés les planeurs à hautes performances SGS 1-35 (en) et SGS 1-36 Sprite (en), dotés d'un empennage en T. Un avion léger motorisé, le SA 1-30 (en) fut testé, mais n'entra jamais en production.
Le SGS 2-33 fut adopté par la United States Air Force Academy, sous la désignation de TG-4, pour l'entraînement des cadets aux rudiments de l'aviation. L'Academy utilisa plus d'une douzaine de ces appareils jusqu'en 2002, lorsqu'ils furent remplacés par des planeurs plus modernes. Les Cadets de l'Aviation royale du Canada utilisent toujours une flotte de plus de 70 exemplaires du SGS 2-33A.
Les planeurs Schweizer populaires, le monoplace SGS 1-26, le biplace SGS 2-33 et le biplace ou triplace SGS 2-32 sont toujours présents dans de nombreux clubs de vol à voile aux États-Unis.

### Ag Cat

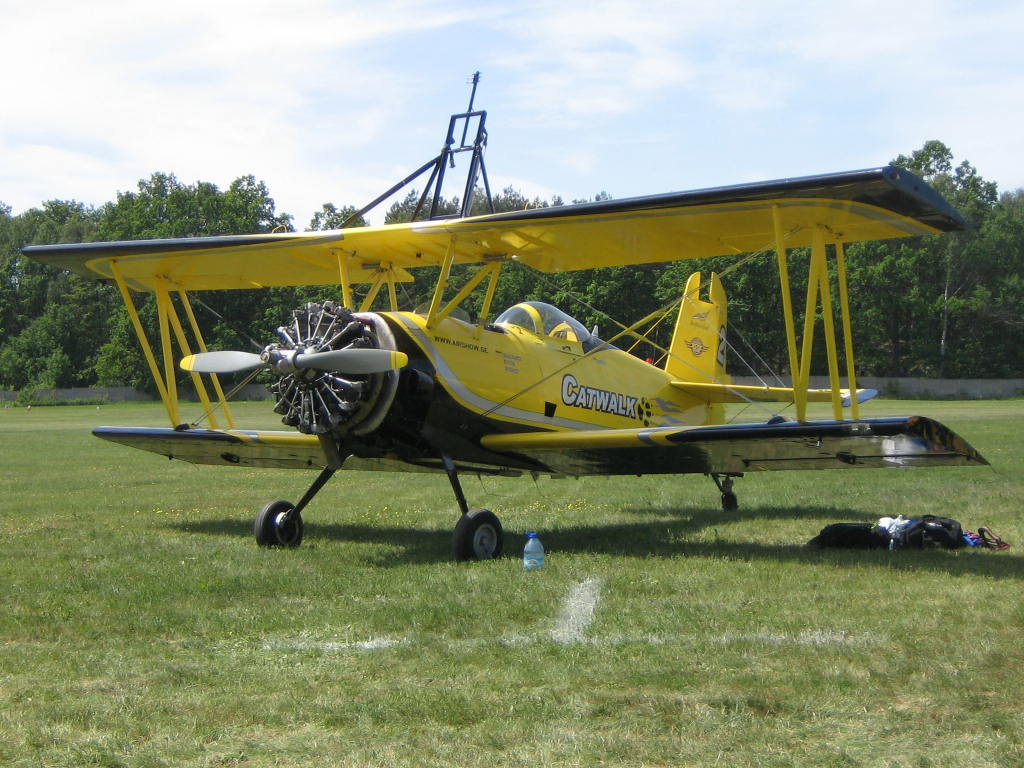
Un Schweizer Ag Cat équipé de modifications pour les meetings aériens, photographié en Pologne.

Schweizer produisit le Grumman G-164 Ag Cat (en), un biplan monomoteur de travail agricole initialement développé par Grumman dans les années 1950. Sous contrat avec Grumman, l'avion fut produit presque sans interruption entre 1957 et 1981,. Au cours de cette période, Schweizer produisit 2 455 exemplaires de l'appareil.
En 1981, Schweizer racheta les droits liés à ce modèle et continua la production, sous la désignation de Schweizer Ag Cat (en). En 1995, elle revendit les droits liés à l'Ag Cat à l'Ag-Cat Corp, à Malden, au Texas. En février 2001, le modèle fut vendu à Allied Ag-Cat Productions, Inc. de Walnut Ridge, dans l'Arkansas. Cette dernière société ne produit plus l'appareil, même si une petite compagnie qui y est liée exploite une importante flotte de ces avions. 
La cellule de base de l'avion incorpore de nombreuses innovations liées à la sécurité, incluant un cockpit pressurisé afin de prévenir l'infiltration de pesticides, l'air conditionné et une structure de fuselage qui est conçue pour se déformer progressivement en cas de collision, afin de mieux dissiper l'énergie du choc.

### Teal Amphibian
En 1972, Schweizer embaucha David Thurston (en), la production de son appareil, le Teal (en), faisant partie de son contrat pour travailler chez Schweizer. La production fut toutefois réalisée en nombres assez limités, avec la fabrication de trois Schweizer TSC-1A1 Teal et neuf TSC-1A2, avant que la production ne soit déménagée vers Teal Aircraft (en), en 1976,.

### Appareils de reconnaissance
Le développement du motoplaneur biplace SGM 2-37 (en) pour la United States Air Force Academy, en 1982, mena la compagnie vers un nouveau domaine d'expertise. Au milieu des années 1960, Lockheed avait utilisé le planeur SGS 2-32 comme base de développement pour son avion de reconnaissance ultra-silencieux YO-3 Quiet Star. Schweizer décida alors de faire de même et développa une version de reconnaissance de son SGM 2-37. Le résultat fut la production des SA 2-37A (en) et SA 2-37B, connus sous la désignation militaire de RG-8A,,.
La compagnie fit plus tard évoluer l'appareil en une version bi-poutre bimoteur, le SA 2-38 Condor (en), portant la désignation militaire RU-38A Twin Condor. Ce modèle fut encore une fois amélioré en une version à turbopropulseurs, le RU-38B Twin Condor. Le RU-38 était toujours en production en 2011.
Il semblerait que la Drug Enforcement Administration (DEA) américaine ait acheté dans le secret trois appareils désignés Shadowhawk à Schweizer, en 2004. Leur désignation serait SA 38B. Ces appareils ont toutefois eu une carrière opérationnelle courte et mouvementée, étant victimes de défaillances à répétition dès le premier jour. Après seulement dix mois de service, ils ont été cloués au sol, puis cannibalisés pour être revendus en pièces détachées.

### Autres projets
En partenariat avec Northrop Grumman (anciennement Ryan Aeronautical), Schweizer développa l'hélicoptère sans pilote MQ-8 Fire Scout. La société participa également au développement du démonstrateur technologique X2 de Sikorsky, un prototype d'hélicoptère à grande vitesse doté de rotors contrarotatifs coaxiaux et d'une hélice propulsive, produisant une poussée horizontale supplémentaire.

### Fermeture et vente
La United Technology Corporation (UTC), alors compagnie parente de Sikorsky, ferma la société Schweizer en décembre 2012. Elle fut vendue à une nouvelle compagnie, la Schweizer R.S.G., en 2018 et les lignes de production furent relancées à Fort Worth, au Texas. En 2021, elle produit trois modèles : les S300C (en), S300CBi (en) et S-333.

## Appareils produits

### Planeurs
- Schweizer SGP 1-1 (en)
- Schweizer SGP 1-21
- Schweizer SGP 1-23
- Schweizer SGP 1-24
- Schweizer SGP 1-26
- Schweizer SGP 1-29
- Schweizer SGP 1-34
- Schweizer SGP 1-35
- Schweizer SGP 1-36 Sprite
- Schweizer SGS 2-8
- Schweizer SGS 2-12
- Schweizer SGS 2-25 (en)
- Schweizer SGS 2-32
- Schweizer SGS 2-33
- Schweizer SGU 1-2 (en)
- Schweizer SGU 1-6 (en)
- Schweizer SGU 1-7 (en)
- Schweizer SGU 1-19 (en)
- Schweizer SGU 2-22 (en)
- Schweizer X-26 Frigate
- Concepts de planeurs-cargos Schweizer (en)

### Avions
- Schweizer RU-38 Twin Condor (en)
- Schweizer SA 1-30 (en)
- Schweizer SGM 2-37 (en)

### Hélicoptères
- Schweizer S300 (en)
- Schweizer S333

### Presse écrite
- (en) Bob Said, « 1983 Sailplane Directory », Soaring Magazine, Soaring Society of America (USPS 499-920),‎ novembre 1983.